# Flavius Eucherius
Flavius Eucherius était un homme politique romain de la fin du IVe siècle. Oncle de l'empereur Théodose Ier, il est désigné consul deux ans après l'accession au pouvoir de son neveu en 381. 

## Biographie
Eucherius est le frère de Théodose l'ancien et l'oncle paternel de Théodose Ier.
De 377 à 379, il est comte des largesses sacrées à la cour de l'empereur romain d'Occident Gratien. Du fait de sa position, il a pu recommander à Gratien de désigner son neveu comme empereur en Orient après la mort de Valens lors de la bataille d'Andrinople le 9 août 378.
Théodose devient empereur le 17 janvier 379. Deux ans plus tard, Eucherius est nommé consul pour l'année 381 en même temps que Flavius Syagrius. Le rhéteur Thémistios félicite Théodose l'année suivante d'avoir honoré son oncle du « plus grand des honneurs humains » dans un discours prononcé pour la nomination au consulat du général Saturninus.
Eucherius demeure apparemment en Orient après le départ en campagne de Théodose contre l'usurpateur Eugène et son installation à Milan en 394. En 395, il se plaint auprès de son petit-neveu, l'empereur Arcadius, du refus du comte d'Orient Lucianus d'appliquer l'un de ses ordres en raison de son caractère illégal. Pour gagner la faveur de l'empereur, le préfet du prétoire Rufin fait exécuter Lucianus.